# Cartaletis variegata
Cartaletis variegata är en fjärilsart som beskrevs av Louis Beethoven Prout 1916. Cartaletis variegata ingår i släktet Cartaletis och familjen mätare. Inga underarter finns listade i Catalogue of Life.